# 彼得罗·皮莱尔·科特雷尔

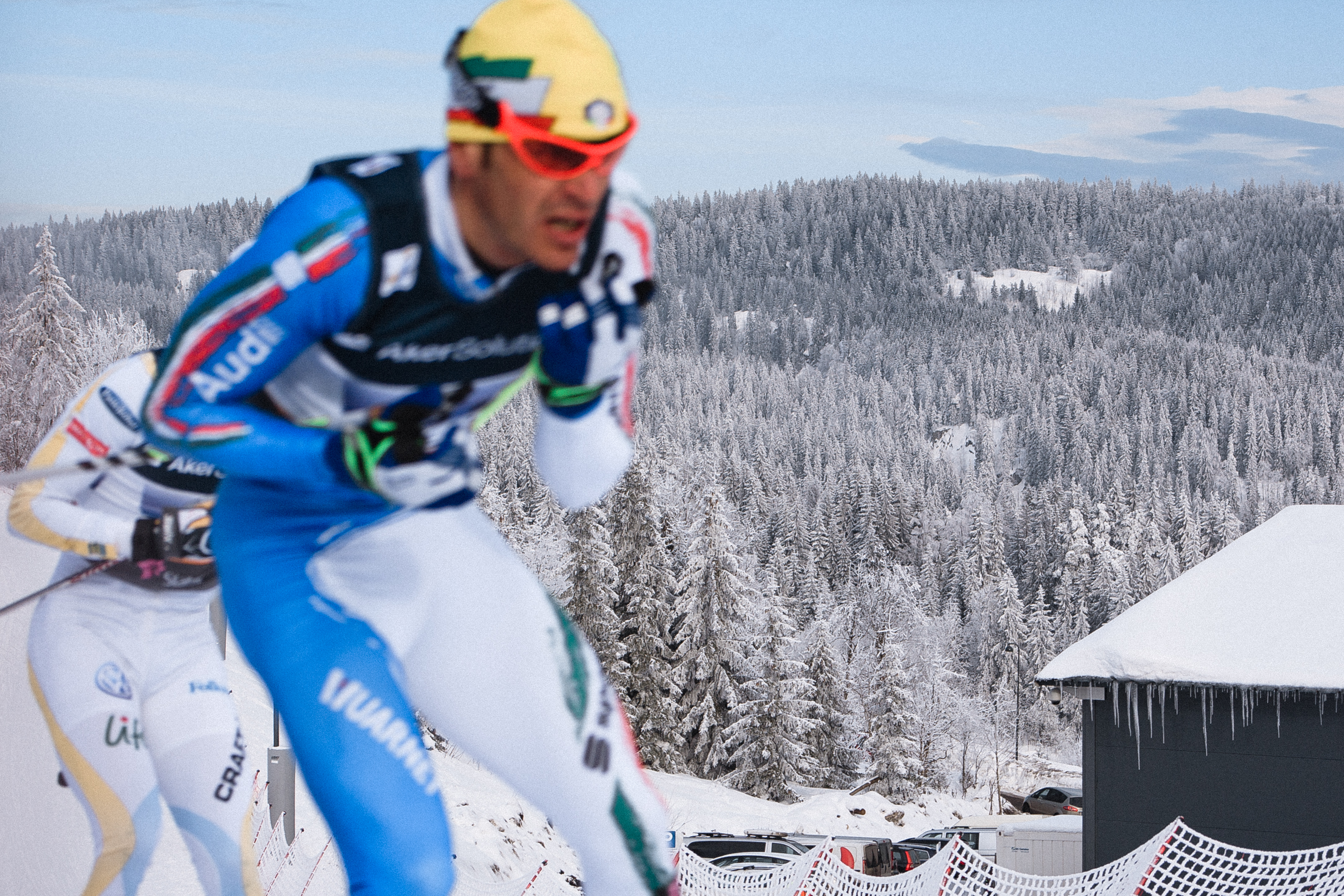
彼得罗·皮莱尔·科特雷尔

彼得罗·皮莱尔·科特雷尔（義大利語：Pietro Piller Cottrer，1974年12月20日—），意大利男子越野滑雪运动员。他曾代表意大利参加1998年、2002年、2006年和2010年冬季奥林匹克运动会越野滑雪比赛。